# Lorenzo Ceccotti
Lorenzo Ceccotti, noto anche con lo pseudonimo di LRNZ (Roma, 3 aprile 1978), è un illustratore, fumettista, musicista e animatore italiano.
Oltre che per le collaborazioni come illustratore con Sergio Bonelli Editore e Editoriale Aurea, è noto in particolare per i volumi di graphic novel Golem e Astrogamma, entrambi editi da Bao Publishing, e per i suoi lavori nel campo del cinema e dell'animazione.

## Biografia
Si forma presso l'Istituto superiore per le industrie artistiche di Roma dove studia Industrial Design, e frequenta la Scuola Romana di Fumetti e la Scuola Internazionale di Comics. Le sue prime esperienze lavorative sono nel mondo della grafica, e in particolare grafica computerizzata. Contribuisce a fondare lo studio Chimp.Co, successivamente ribattezzato Studio Brutus.
Inizia a muovere i primi passi nel mondo del fumetto con alcune autoproduzioni, per poi fondare nel 2008 il collettivo Super Amici insieme ai fumettisti Ratigher, Tuono Pettinato, Dottor Pira e Maicol & Mirco. Il gruppo cambia nome nel 2013, diventando Fratelli del Cielo. L'anno successivo il collettivo si scioglie per permettere ai membri di dedicarsi ai propri progetti individuali.
Tra il 2013 e il 2014 Lorenzo collabora con Editoriale Aurea, realizzando le copertine dei 12 numeri della miniserie Long Wei, e con Sergio Bonelli Editore, per cui realizza il mecha design della seconda serie di Orfani e la copertina del n° 13 del Dylan Dog Color Fest. Sempre nel 2014 pubblica il suo primo romanzo a fumetti, l'opera di fantascienza distopica Golem; l'opera, pubblicata dall casa editrice Bao Publishing, ottiene una buona accoglienza di pubblico e critica ricevendo anche le attenzioni della stampa generalista e di editori esteri.
Il suo secondo romanzo a fumetti è Astrogamma, nuovamente un racconto di fantascienza edito da Bao Publishing nel 2015. Nello stesso anno Einaudi gli commissiona le illustrazioni per le copertine di Annientamento, Autorità e Accettazione di Jeff VanderMeer. La collaborazione con la casa editrice proseguirà con le opere di Haruki Murakami (La strana biblioteca, Ranocchio salva Tokyo) e Michela Murgia (la riedizione de Il mondo deve sapere).
Il 2016 lo vede all'opera sui disegni del fumetto Monolith, su testi di Roberto Recchioni e Mauro Uzzeo, pubblicato da Sergio Bonelli Editore e da Feltrinelli in due diversi formati. Il fumetto è controparte cartacea di un omonimo lungometraggio coprodotto da Sky; il fumetto è stato presentato ufficialmente al Lucca Comics & Games 2016, ed è poi uscito nel gennaio 2017. Nel 2016 inizia a lavorare su un nuovo graphic novel dal titolo Geist Maschine. La creazione dei tre libri viene portata avanti in diretta livestream inizialmente sulla piattaforma Twitch.tv e poi direttamente sul suo sito tv.lrnz.it.
All'attività di fumettista affianca dal 2007 anche quella di insegnante: fino al 2013 insegna Motion Graphic Design presso lo IED di Roma; dal 2016 a tutt'oggi insegna Comic Book Design and Concept presso la Scuola Romana di Fumetti e Video Animation presso l'Istituto superiore per le industrie artistiche di Roma.
È attivo anche come musicista con lo pseudonimo Büromaschinen.

## Opere

### Fumetti
- Golem, Bao Publishing, 2014, ISBN 9788865432570. (testi e disegni)
- Astrogamma, Bao Publishing, 2015, ISBN 9788865435281. (testi e disegni)
- Monolith. Primo tempo, Sergio Bonelli Editore, 2016, ISBN 9788869611698. (disegni)
- Monolith. Secondo tempo, Sergio Bonelli Editore, 2016, ISBN 9788869611810. (disegni)
- Star Gardens, in Ghost in the Shell: Global Neutral Network, Kōdansha, 2018, ISBN 9781632366030. (disegni)
- Time Is Out of Joint, Coconino Press, 2020, ISBN 9788876184734. (testi e disegni)
- Geist Maschine. Volume 1, Bao Publishing, 2021, ISBN 9788832735130. (testi e disegni)

### Cataloghi
- Viewpoint DX Vol. A, Lion Forge, 2017, ISBN 9781942367338.

### Copertine di libri
- Tavassi Guido, Storia dell'animazione giapponese. Autori, arte, industria, successo dal 1917 a oggi, Tunué, 2012, ISBN 9788897165514.
- Vandermeer Jeff, Annientamento, Giulio Einaudi Editore, 2015, ISBN 9788806218287.
- Vandermeer Jeff, Autorità, Giulio Einaudi Editore, 2015, ISBN 978-8806218294.
- Vandermeer Jeff, Accettazione, Giulio Einaudi Editore, 2015, ISBN 9788806218300.
- Murakami Haruki, La strana biblioteca, Giulio Einaudi Editore, 2015, ISBN 9788806225889.
- Murakami Haruki, Ranocchio salva Tokyo, Giulio Einaudi Editore, 2017, ISBN 9788806236533.
- Vandermeer Jeff, Borne, Giulio Einaudi Editore, 2018, ISBN 9788806236809.
- Murgia Michela, Il mondo deve sapere, Giulio Einaudi Editore, 2020, ISBN 978-8806230951.
- Giordano Paolo, Tasmania, Giulio Einaudi Editore, 2022, ISBN 9788806257200.